# Juan Carlos Paredes
Juan Carlos Paredes Reasco (Esmeraldas, 8 luglio 1987) è un calciatore ecuadoriano, difensore del Chacaritas.

## Carriera
Viene convocato per la Copa América Centenario negli Stati Uniti.

## Palmarès

### Competizioni nazionali
- Campionato greco: 1

Olympiakos: 2016-2017